# Kyoro Chan
Kyoro Chan (キョロちゃん) este un desen animat japonez difuzat în România de Animax. El a fost difuzat și în Japonia, Ungaria (Kukucska Kalandjai), Taiwan (大嘴鳥), Republica Cehă (Červánek), și Coreea de Sud (왕부리 팅코).

## Personaje
- Kyoro Chan
- Doctorul Matsugeer

## Povestea
Într-o zi un explorator, doctorul Matsugeer, a găsit un ou în peștera de pe Insula Îngerilor. Oul a clocit și dintr-o dată s-a născut Kyoro-Chan. Aceasta este prima zi în care Kyoro-Chan și dr.Matsugeer s-au întâlnit și după aceea ei călătoresc împreună prin toată lumea. După câțiva ani, pe drumul înapoi spre Insula Îngerilor, o furtună mare lovește barca celor doi și se pierd unul de celălalt. Cumva Kyoro-Chan ajunge pe pământul unde s-a născut. Din această zi înainte, Kyoro-Chan își începe viața și aventurile pe Insula Îngerilor.

## Episoade
| - Orașul natal al lui Kyoro - Munca de ministru - Inspectorul Guriguri - O noapte de pomină - Micii aventurieri - Întoarcerea în timp - Condorul, hoțul misterios - Kyoro devine mamă - Dansați! E balul îngerilor - Războiul brutăriilor - Vine Metori | - Condorul e în pericol - Ziua liniștită a lui Meguro - Marele erou Kyoro - Du-te la bancă! - Bun-venit, extraterestrule! - Kyoro merge la muncă - Te iubesc, Guriguri! - Lui Kyoro Chan îi crește părul - Umbre tremurând în întuneric - Rățușca - Cotidianul de știri al lui Kyoro | - Lacrimi din stele - Sunteți prea grasă, doamnă! - Se va scufunda insula? - Aventurile lui Kyoro Chan - Jocul cu visele - Intră șeful poliției, Glover - Să ne jucăm cu vârtejul! - Kyoro a răcit - Sărbătoarea omului de zăpadă - Veselul mag șarlatan - Pornește trenul interstelar | - O mulțime de Kyoro - Kyoro răcește - Vecinii noștri, familia Tanaka - Minunata viață a tâlharului Condor - Depresia lui Mikken - Kyoro și tripleții - Ziua de naștere a lui Kurin - Kyoromobil pentru mine - Hai, Kyoromobil! - Shibashiba se întoarce ... |